# الحايط (زعرورة)
الحايط هي إحدى مشيخات المملكة المغربية، تتبع جغرافيا لإقليم العرائش وإداريًا لزعرورة. يقدر عدد سكانها بـ 4145 نسمة حسب الإحصاء الرسمي للسكان والسكنى لسنة 2004.